# Vođenica (Bosanski Petrovac, BiH)
Vođenica je naseljeno mjesto u općini Bosanski Petrovac, Federacija Bosne i Hercegovine, BiH.

## Zemljopis
Vođenica se nalazi na padinama planine Grmeč, u blizini vrha Željeznik, koje se spuštaju u ravnicu Bjelajskog polja. Selo se može podijeliti na dva dijela, Donja Vođenica, koja je gusto naseljena i na manjoj nadmorskoj visini i Gornja Vođenica, koja je rjeđe naseljena i na većoj nadmorskoj visini. Zemljište je jako kamenito, pa voda često ponire, o čemu svjedoči i Vođenički potok koji na svom putu ponire na mnogim mjestima dok ne završi u polju. Šuma je i listopadna i zimzelena (mješovita šuma). U Vođenici se također može naći i glina.[nedostaje izvor]

## Povijest
Južno od Vođenice leže ostaci prostranog grada „Obljaja". Bilo je to utvrđeno naselje čiji velik kameni bedem obuhvata prostor od cca 15.000 do 20.000 m2. Unutar naselja nalazi se posebna utvrda. Na čitavoj površini nađeni su fragmenti keramike i kućnog posuđa iz kasnog brončanog ili ranog željeznog doba. Zapadno od Vođenice leži ruševina, koju narod naziva Drenovac. Sagrađena je od opeka i maltera, pa se zaključuje da je iz rimskog doba. U samoj Vođenici nalazi se ruševina Crkvina gdje se po pričanju tamošnjih stanovnika prilikom otkopavanja našlo oružja i crkvenih predmeta. U njenoj okolci ima obilje stećaka s ornamentima polumjeseca i križa.

## Stanovništvo

### Popisi 1971. – 1991.
| Vođenica           |              |              |              |
| godina popisa      | 1991.        | 1981.        | 1971.        |
| Srbi               | 509 (90,56%) | 651 (98,19%) | 882 (99,77%) |
| Hrvati             | 1 (0,17%)    | 2 (0,30%)    | 1 (0,11%)    |
| Bošnjaci           | 0            | 0            | 0            |
| Jugoslaveni        | 6 (1,06%)    | 7 (1,05%)    | 0            |
| ostali i nepoznato | 46 (8,18%)   | 3 (0,45%)    | 1 (0,11%)    |
| ukupno             | 562          | 663          | 884          |

### Popis 2013.
| Vođenica           |              |
| godina popisa      | 2013.        |
| Srbi               | 178 (96,74%) |
| Hrvati             | 3 (1,63%)    |
| Bošnjaci           | 0            |
| ostali i nepoznato | 3 (1,63%)    |
| ukupno             | 184          |

## Gospodarstvo
Većina stanovnika Vođenice se bavi poljoprivredom i stočarstvom. Stanovnici Donje Vođenice se uglavnom bave zemljoradnjom i voćarstvom, dok se stanovnici Gornje Vođenice uglavnom bave stočarstvom, šumarstvom, voćarstvom, a rjeđe zemljoradnjom. Također mnoga domaćinstva u Vođenici posjeduju farme tovnih pilića.[nedostaje izvor]